# Mathieu Faivre
Pour les articles homonymes, voir Faivre.
Mathieu Faivre, né le 18 janvier 1992 à Nice, est un skieur alpin français licencié à Isola 2000 dans les Alpes-Maritimes, double champion du monde. 
Espoir du ski alpin français, il s'impose dans les championnats de France minimes de géant et super G, et cadets en descente, géant et super combiné avant de remporter le titre de champion du monde junior de géant le 31 janvier 2010 aux Houches à l'âge de dix-huit ans, succédant au palmarès à son compatriote Alexis Pinturault. Chez les seniors, il obtient deux titres de champion de France, en slalom en 2010, et en super-combiné en 2011. Le 4 décembre 2016, il s'adjuge sa première victoire en Coupe du monde lors du slalom géant de Val d'Isère. Il remporte une première médaille d'or aux championnats du monde avec l'équipe de France, lors du Team Event des Mondiaux de Saint-Moritz 2017. 
Il devient double champion du monde individuel lors des Mondiaux 2021 disputés à Cortina d'Ampezzo en remportant tout d'abord l'épreuve parallèle le 16 février, avant de s'imposer deux jours plus tard au terme des deux manches du slalom géant, 53 ans après Jean-Claude Killy, puis s'impose à Bansko une semaine plus tard en Coupe du monde, plus de quatre années après sa première victoire dans la discipline. Lors des Jeux de Pékin 2022, il remporte la médaille de bronze du slalom géant, devenant le cinquième skieur français médaillé olympique dans la discipline. 

## Biographie
Mathieu Faivre est le fils d'un moniteur de ski, a grandi à Isola 2000, station sur les pentes de laquelle il s'est initié au ski. Il intègre ensuite la section ski-études de Saint-Étienne-de-Tinée puis le club des sports de la Plagne, bien que restant licencié à Isola 2000. Il continue ses études au lycée des métiers de la montagne à Saint-Michel-de-Maurienne comme skieur de haut niveau. Il prépare alors un BEP.

## Carrière sportive
Il se révèle tôt comme un grand espoir du ski alpin français, il participe au Festival olympique de la jeunesse européenne en février 2009 à Szczyrk (Pologne) où il remporte l'épreuve de slalom géant devant l'Allemand Stefan Luitz, puis à ses premiers Championnats du monde juniors, en mars 2009, à Garmisch-Partenkirchen dans trois épreuves (descente, super G et slalom géant avec pour meilleure place 20e en super G).
En février 2010, il réalise son premier coup d'éclat lors de sa seconde participation aux Championnats du monde juniors en remportant le slalom géant aux Houches, toujours devant Stefan Luitz. Il réalise la semaine suivante son premier top 10 en Coupe d'Europe lors du slalom géant de Méribel, puis son premier podium en mars 2010, en Italie, avec une seconde place en combiné. En fin d'année, en tant que champion du monde juniors, il est invité lors des finales de la Coupe du monde où il prend la 15e place et y inscrit ses premiers points.
Lors de la saison 2011, il prend part à de nombreuses épreuves de Coupe d'Europe, il y intègre le top 10 du classement de slalom géant de la Coupe d'Europe où il y compte un podium avec une troisième place à Formigal (Espagne). Aux championnats du monde juniors, il ne parvient pas à conserver son titre en slalom géant mais prend la médaille de bronze à Crans-Montana derrière son compatriote Alexis Pinturault et l'autrichien Vincent Kriechmayr. Enfin, en Coupe du monde, il n'est aligné qu'à quatre reprises et ne marque des points qu'à une reprise lors du super-combiné de Bansko avec une 17e place.
Lors de la saison 2012, il affiche clairement son objectif de briller en Coupe d'Europe pour être promu en Coupe du monde. Il montera qu'à une reprise sur un podium mais ceci pour une victoire en slalom géant à Oberjoch. Régulier il termine à la quatrième place du classement de slalom géant. Aux championnats du monde junior, par deux fois, il reste au pied du podium avec une quatrième place en slalom géant et en descente. En Coupe du monde, il prend part à quatre épreuves au cours de la saison et inscrit ses premiers points en slalom géant avec une 23e place à Kranjska Gora avec un dossard 34.
La saison 2013 marque un tournant avec une spécialisation en slalom géant. Il intègre le groupe de l'équipe de France dans cette discipline en Coupe du monde tout en prenant aux Coupes d'Europe. Cette même année, il intègre également l'Equipe de France Douane. En Coupe du monde, il monte petit à petit en puissance et obtient son premier top 10 à Alta Badia avec une 10e place. Sa bonne progression l'amène à être sélectionné pour les Championnats du monde de Schladming, où il y prend une 21e place en slalom géant.
En décembre 2013, il est tout près du podium à l'occasion du slalom géant de Beaver Creek, où il arrive quatrième. Lors de la saison 2013-2014, il compte trois autres tops 10. Il participe aux Jeux olympiques d'hiver de 2014, où il se classe 24e du slalom géant.
Le 13 février 2016, il monte sur son premier podium en Coupe du monde en terminant deuxième du slalom géant de Naeba derrière Alexis Pinturault. Son deuxième podium intervient en mars lors des finales de Saint-Moritz à l'occasion d'un triplé de l'équipe de France, 3e derrière le vainqueur Thomas Fanara et Alexis Pinturault. Le 4 décembre 2016, il s'impose dans le slalom géant de Val d'Isère, sa première victoire en Coupe du monde. 2e temps de la première manche à 0"010 de seconde de Marcel Hirscher sur la piste O-K de la Daille, il signe le meilleur temps sur le deuxième tracé et devance finalement l'Autrichien d'une demi-seconde. En 2018, il est septième aux Jeux olympiques de Pyeongchang en slalom géant.
Une nouvelle discipline individuelle est introduite lors des championnats du monde 2021 à Cortina d'Ampezzo : le parallèle. Le 16 février, Mathieu Faivre se qualifie en 9e position. Il élimine Samu Torsti en huitièmes de finale, passe de justesse le cap des quarts face à Fabio Gstrein, prend largement le meilleur sur Alexander Schmid en demi-finale, avant d'affronter Filip Zubčić en finale. Devancé de 0"230 en première manche, il le bat de 0"480 dans le deuxième acte, et s'adjuge le titre, devenant le premier champion du monde de cette épreuve.
Deux jours plus tard, il prend la 4e place de la première manche du slalom géant, laquelle est largement dominée par Alexis Pinturault.Il se place à 0"58 de son coéquipier. Lors du 2e acte, le skieur niçois réalise un temps qui lui permet de prendre les commandes de la course. Il devance à cet instant Marco Schwarz de 0"87. Alexander Schmid, 3e de la première manche, sort du tracé. Luca de Aliprandini, 2e sur le premier tracé, s'approche à 0"63. Puis Pinturault « referme le portillon », tandis que Mathieu Faivre patiente en bas de piste. Mais le leader du classement général de la Coupe du monde commet une faute d'intérieur au bout de cinq portes et sort du tracé. Mathieu Faivre est le premier champion du monde français de la discipline depuis Jean-Claude Killy en 1968 à Grenoble. Les Jeux Olympiques avaient alors valeur de championnats du monde pour le ski alpin. Deux ans plus tôt, Guy Périllat avait été sacré en géant aux Mondiaux de Portillo. Après son titre, Mathieu Faivre déclare : « Je suis venu ici en priorité pour le géant. Repartir avec la plus belle des médailles, c’est juste un sentiment incroyable. Ça fait 53 ans qu’il n’y avait pas eu de Français champion du monde de géant, c’est ma discipline, je ne fais quasiment que ça, donc ça représente énormément de choses. Et Killy c’est quand même la référence du ski alpin avec Alexis, qui a un palmarès incroyable. Inscrire mon nom après lui au palmarès c’est lourd de sens ».
La Coupe du monde reprend à Bansko pour deux slaloms géants les 27 et 28 février. Le premier jour, il se classe deuxième derrière Filip Zubčić, et le lendemain, il l'emporte avec 75/100e d'avance sur Marco Odermatt et 81/100e sur son compatriote Alexis Pinturault. Il s'agit donc de la deuxième victoire du skieur niçois, 1547 jours après la première gagnée en décembre 2016 sur la piste Oreiller-Killy à Val d'Isère.
Lors de la saison 2021-2022, son meilleur résultat est une cinquième place à l'arrivée du géant d'Adelboden avant de partir disputer les Jeux de Pékin 2022. Le 13 février sur la piste Ice River, il se place en troisième position de la première manche, à 8/100e de seconde de Marco Odermatt, meilleur temps. Sur le deuxième tracé, il fait le nécessaire pour conserver sa position, Odermatt s'impose devant Žan Kranjec et Mathieu Faivre enlève la médaille de bronze. Il est le cinquième français médaillé en slalom géant aux Jeux olympiques, après François Bonlieu (médaillé d'or en 1964), Jean-Claude Killy (vainqueur en 1968), Joël Chenal (médaillé d'argent en 2006), Steve Missillier (argent en 2014) et Alexis Pinturault (bronze en 2014 et en 2018).
Sa saison 2023-2024 est interrompue au début du mois de janvier en raison d'une fracture de la clavicule gauche survenue lors d'un entraînement.

## Vie privée
En mars 2017, Mathieu Faivre se met en couple avec la skieuse et championne américaine Mikaela Shiffrin,. Ils se séparent à l'été 2019.

## Palmarès

### Jeux olympiques
| Épreuve / Édition   | Descente | Super G | Slalom géant | Slalom |
| JO 2014 Sotchi      | —        | —       | 24e          | —      |
| JO 2018 Pyeongchang | —        | —       | 7e           | —      |
| JO 2022 Pékin       | —        | —       | Bronze       | —      |

### Championnats du monde
| Épreuve / Édition                 | Descente | Super G | Slalom géant | Slalom | Parallèle | Par équipes   |
| Mondiaux 2013 Schladming          | –        | –       | 21e          | –      | –         | –             |
| Mondiaux 2015 Vail - Beaver Creek | –        | –       | DNF          | –      | –         | 1/4 de finale |
| Mondiaux 2017 Saint-Moritz        | –        | –       | 9e           | –      | –         | Or            |
| Mondiaux 2019 Åre                 | –        | –       | 17e          | –      | –         | –             |
| Mondiaux 2021 Cortina d'Ampezzo   | –        | –       | Or           |        | Or        |               |

### Coupe du monde
- Meilleur classement général : 14e en 2017.
- 10 podiums dont 2 victoires.

#### Classements
| Année/Classement | Général | Général | Descente | Descente | Super G | Super G | Slalom géant | Slalom géant | Slalom | Slalom | Combiné | Combiné | Parallèle | Parallèle |
| ---------------- | ------- | ------- | -------- | -------- | ------- | ------- | ------------ | ------------ | ------ | ------ | ------- | ------- | --------- | --------- |
| Année/Classement | Class.  | Points  | Class.   | Points   | Class.  | Points  | Class.       | Points       | Class. | Points | Class.  | Points  | Class.    | Points    |
| 2010             | 117e    | 16      | -        | -        | -       | -       | 36e          | 16           | -      | -      | -       | -       | -         | -         |
| 2011             | 135e    | 14      | -        | -        | -       | -       | -            | -            | -      | -      | 35e     | 14      | -         | -         |
| 2012             | 126e    | 8       | -        | -        | -       | -       | 44e          | 8            | -      | -      | -       | -       | -         | -         |
| 2013             | 78e     | 71      | -        | -        | -       | -       | 25e          | 71           | -      | -      | -       | -       | -         | -         |
| 2014             | 44e     | 168     | -        | -        | -       | -       | 11e          | 168          | -      | -      | -       | -       | -         | -         |
| 2015             | 61e     | 111     | -        | -        | -       | -       | 16e          | 111          | -      | -      | -       | -       | -         | -         |
| 2016             | 21e     | 423     | -        | -        | -       | -       | 4e           | 423          | -      | -      | -       | -       | -         | -         |
| 2017             | 14e     | 440     | -        | -        | -       | -       | 2e           | 440          | -      | -      | -       | -       | -         | -         |
| 2018             | 48e     | 145     | -        | -        | -       | -       | 12e          | 145          | -      | -      | -       | -       | -         | -         |
| 2019             | 35e     | 239     | -        | -        | -       | -       | 9e           | 239          | -      | -      | -       | -       | -         | -         |
| 2020             | 29e     | 249     | -        | -        | -       | -       | 7e           | 225          | -      | -      | -       | -       | 23e       | 24        |
| 2021             | 16e     | 404     | -        | -        | -       | -       | 5e           | 378          | -      | -      | -       | -       | 10e       | 26        |
| 2022             | 46e     | 197     | -        | -        | 36e     | 25      | 13e          | 172          | -      | -      | -       | -       | -         | -         |

#### Détail des victoires
| Édition / Épreuve | Descente | Super-G | Slalom géant | Slalom | Super combiné | Total |
| 2016-2017         |          |         | Val-d'Isère  |        |               | 1     |
| 2020-2021         |          |         | Bansko       |        |               | 1     |
| Total             | 0        | 0       | 2            | 0      | 0             | 2     |

### Championnats du monde junior
Mathieu Faivre a remporté le 31 janvier 2010 aux Houches le titre de champion du monde junior de slalom géant. Il avait pris part l'année précédente aux mondiaux 2009 à Garmisch-Partenkirchen où sa meilleure performance est une 20e place en super G.
| Épreuve / Édition           | Descente | Super G | Slalom géant | Slalom |
| Mondiaux 2009 Garmisch      | 31e      | 20e     | 32e          | -      |
| Mondiaux 2010 Mont-Blanc    | 42e      | Ab.     | Or           | Ab.    |
| Mondiaux 2011 Crans Montana |          |         | Bronze       | 7e     |

### Championnats de France

#### Elite
- Champion de France de slalom géant en 2014, Vice-champion de France en 2015.
- Champion de France de slalom en 2010.
- Champion de France du combiné en 2011, 3e en 2010 et 2016.

#### Jeunes
12 titres de Champion de France (record)

## Distinctions
- 2022 :  Chevalier de l'ordre national du Mérite[17]